# نوو لانیشته
نوو لانیشته (صربی: Novo Lanište}} یک منطقهٔ مسکونی در صربستان است که در Pomoravlje District واقع شده‌است.
 نوو لانیشته  ۶۹۴ نفر جمعیت دارد.